# 여의도역
여의도역(Yeouido Station, 汝矣島驛)은 대한민국 서울특별시 영등포구 여의동에 있는 수도권 전철 5호선과 서울 지하철 9호선의 전철역이자 환승역이다.

## 역사
- 1996년 8월 12일(월요일) : 서울 지하철 5호선 까치산역~여의도역 구간 연장 개통과 함께 종착역으로 영업 개시
- 1996년 12월 30일(월요일) : 서울 지하철 5호선 여의도역~왕십리역 구간 연장 개통과 함께 중간역이 됨
- 2009년 7월 24일(금요일) : 서울 지하철 9호선 개화역~신논현역 구간 개통과 함께 환승역이 됨
- 2026년 12월 : 신안산선 여의도역~한양대역/원시역(학온역, 매화역, 장하역 제외) 구간 개통과 함께 종착역으로 3개의 노선의 환승역이 될 예정
- 2031년 : 수도권 광역급행철도 B노선 인천대입구역~마석역 구간 개통과 함께 4개의 노선의 환승역이 될 예정
- 미정 : 신안산선 서울역~여의도역 구간 추가 개통과 함께 중간역이 될 예정

## 개요
심야에 수도권 전철 5호선 1편성이 주박한다. 향후 신안산선, 수도권 광역급행철도 B노선이 개통되면 4개의 노선의 환승역이 될 예정이다. 수도권 전철 5호선은 샛강 하저 터널로 신길역과 연결된다.

## 역 구조
두 노선 모두 2면 2선의 상대식 승강장을 갖춘 지하역이며, 완전밀폐형 스크린도어가 설치되어 있다. 개통은 서울 지하철 5호선이 앞섰으나 당초부터 서울 지하철 9호선 개통 및 환승을 대비하여 건설되었다. 개찰구는 두 역 모두 각각 지하 1층에 있으며, 지하 2층에는 환승 통로와 환승 개찰구가 설치되어 있다. 승강장은 5호선이 지하 4층에, 9호선이 지하 2층에 각각 있다. 9호선의 역은 기존 5호선 역에 증설되는 형태로 건설되어 출입구와 대합실 1부를 공유하며, 독자적인 출입구는 설치되어 있지 않다. 출입구는 6개다. 출입구 6개 모두 서울교통공사 관할이며, 서울시메트로9호선 관할은 없다.

### 5호선 승강장
| 신길 ↑     |
| \| 상      |
| ↓ 여의나루 |

| 상행 | ● 수도권 전철 5호선 | 신길·목동·까치산·화곡·김포공항·방화 방면        |
| 하행 | ● 수도권 전철 5호선 | 공덕·충정로·광화문·종로3가·하남검단산·마천 방면 |

### 9호선 승강장
| 국회의사당 ↑ |
| \| 하        |
| ↓ 샛강       |

| 하행 | ● 서울 지하철 9호선 | 1반·급행 당산·가양·김포공항·개화 방면               |
| 상행 | ● 서울 지하철 9호선 | 1반·급행 노량진·신논현·종합운동장·중앙보훈병원 방면 |

### 신안산선 승강장(예정)
| 시·종착역 ↑ |
| \| 하       |
| ↓ 영등포    |

| 상행 | ● 신안산선 | 시·종착역                                                            |
| 하행 | ● 신안산선 | 신풍·구로디지털단지역·석수·광명·한양대에리카캠퍼스·국제테마파크 방면 |

## 역 주변
- 광장아파트
- TP타워(사학연금회관)
- 금융감독원
- 전경련회관
- 요트마리나 방면
- 국회의사당 방면
- 여의도공원
- 여의도환승센터
- 한국방송공사
- 서울국제금융센터(IFC)
- 한국의료재단 건강검진센터
- 현대백화점 더 현대 서울/파크원타워
- 여의나루역 방면
- 중소기업진흥공단
- KMI 한국의학연구소
- 한국거래소
- 여의도 포스트 타워
- 한국교직원공제회(The-K타워)
- 한국방송공사 별관
- 미성아파트
- 여의도자이아파트
- 서울윤중초등학교
- 윤중중학교
- 여의도샛강생태공원

## 이용객 변동
서울 지하철 9호선의 2009년 자료는 개통일인 2009년 7월 24일(금요일)부터 12월 31일(목요일)까지인 161일치만이 반영된 것이다.
| 노선  | 노선    | 일평균 인원수 (명/일) | 일평균 인원수 (명/일) | 일평균 인원수 (명/일) | 일평균 인원수 (명/일) | 일평균 인원수 (명/일) | 일평균 인원수 (명/일) | 일평균 인원수 (명/일) | 일평균 인원수 (명/일) | 일평균 인원수 (명/일) | 일평균 인원수 (명/일) | 각주  |
| 노선  | 노선    | 2000년                | 2001년                | 2002년                | 2003년                | 2004년                | 2005년                | 2006년                | 2007년                | 2008년                | 2009년                | 각주  |
| ----- | ------- | --------------------- | --------------------- | --------------------- | --------------------- | --------------------- | --------------------- | --------------------- | --------------------- | --------------------- | --------------------- | ----- |
| 5호선 | 승차    | 28,412                | 31,036                | 31,783                | 31,276                | 28,773                | 27,787                | 27,313                | 27,482                | 26,570                | 23,526                | [ 8 ] |
| 5호선 | 하차    | 31,445                | 33,458                | 33,764                | 33,652                | 28,648                | 30,880                | 30,660                | 31,092                | 30,257                | 26,899                | [ 8 ] |
| 5호선 | 승·하차 | 59,857                | 64,494                | 65,546                | 64,928                | 57,421                | 58,666                | 57,973                | 58,574                | 56,827                | 50,425                | [ 8 ] |
| 9호선 | 승차    | 미개통                | 미개통                | 미개통                | 미개통                | 미개통                | 미개통                | 미개통                | 미개통                | 미개통                | 20,953                | [ 9 ] |
| 9호선 | 하차    | 미개통                | 미개통                | 미개통                | 미개통                | 미개통                | 미개통                | 미개통                | 미개통                | 미개통                | 17,907                | [ 9 ] |
| 노선  | 노선    | 2010년                | 2011년                | 2012년                | 2013년                | 2014년                | 2015년                | 2016년                | 2017년                | 2018년                |                       |       |
| 5호선 | 승차    | 19,813                | 19,681                | 20,704                | 21,765                | 21,858                | 22,324                | 22,834                | 22,526                | 22,759                |                       |       |
| 5호선 | 하차    | 22,529                | 22,108                | 23,078                | 24,216                | 24,433                | 24,923                | 25,528                | 24,755                | 24,723                |                       |       |
| 5호선 | 승·하차 | 42,342                | 41,789                | 43,782                | 45,981                | 46,291                | 47,247                | 48,362                | 47,281                | 47,482                |                       |       |
| 9호선 | 승차    | 25,442                | 28,487                | 33,028                | 36,428                | 38,020                | 39,820                | 41,161                | 41,881                | 42,329                |                       |       |
| 9호선 | 하차    | 25,445                | 28,833                | 33,904                | 37,390                | 39,182                | 40,499                | 41,861                | 42,550                | 43,165                |                       |       |

## 기타
- 2019년 3월 KT와 경찰청이 발표한 수도권 '전철역 디지털 성범죄 위험도'에 따르면 2018년 7월 기준 1호선~9호선 역별 디지털 성범죄 위험도에 따르면 위험도 1등급은 서울역(1·2·10번 출입구), 동대문역사문화공원역(1·13번 출입구), 여의도역(3번 출입구), 공덕역(4번 출입구)으로 여의도역이 몰카 위험이 높은 것으로 나타났다.[10]

## 사진

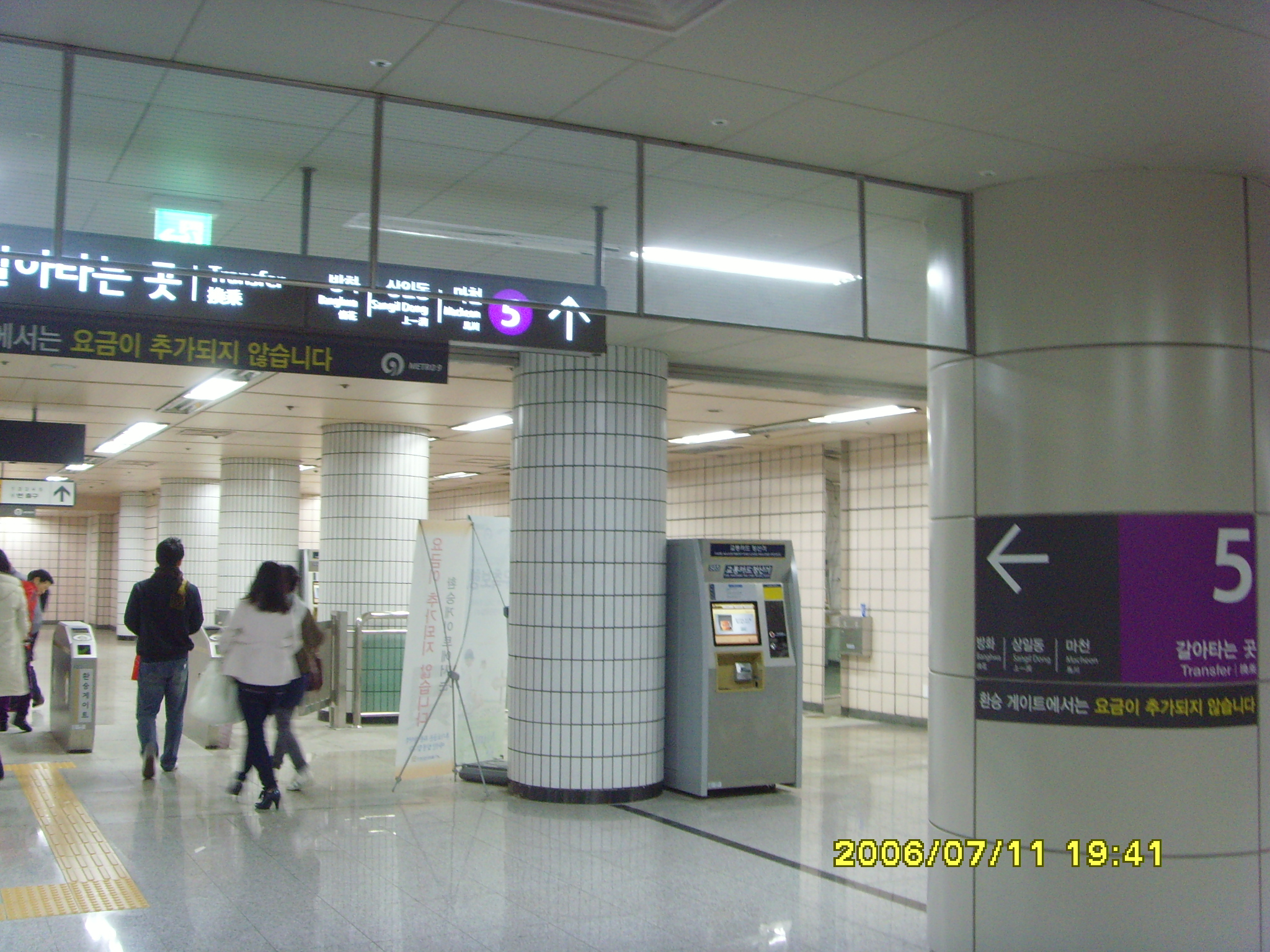
환승 통로(9호선→5호선)
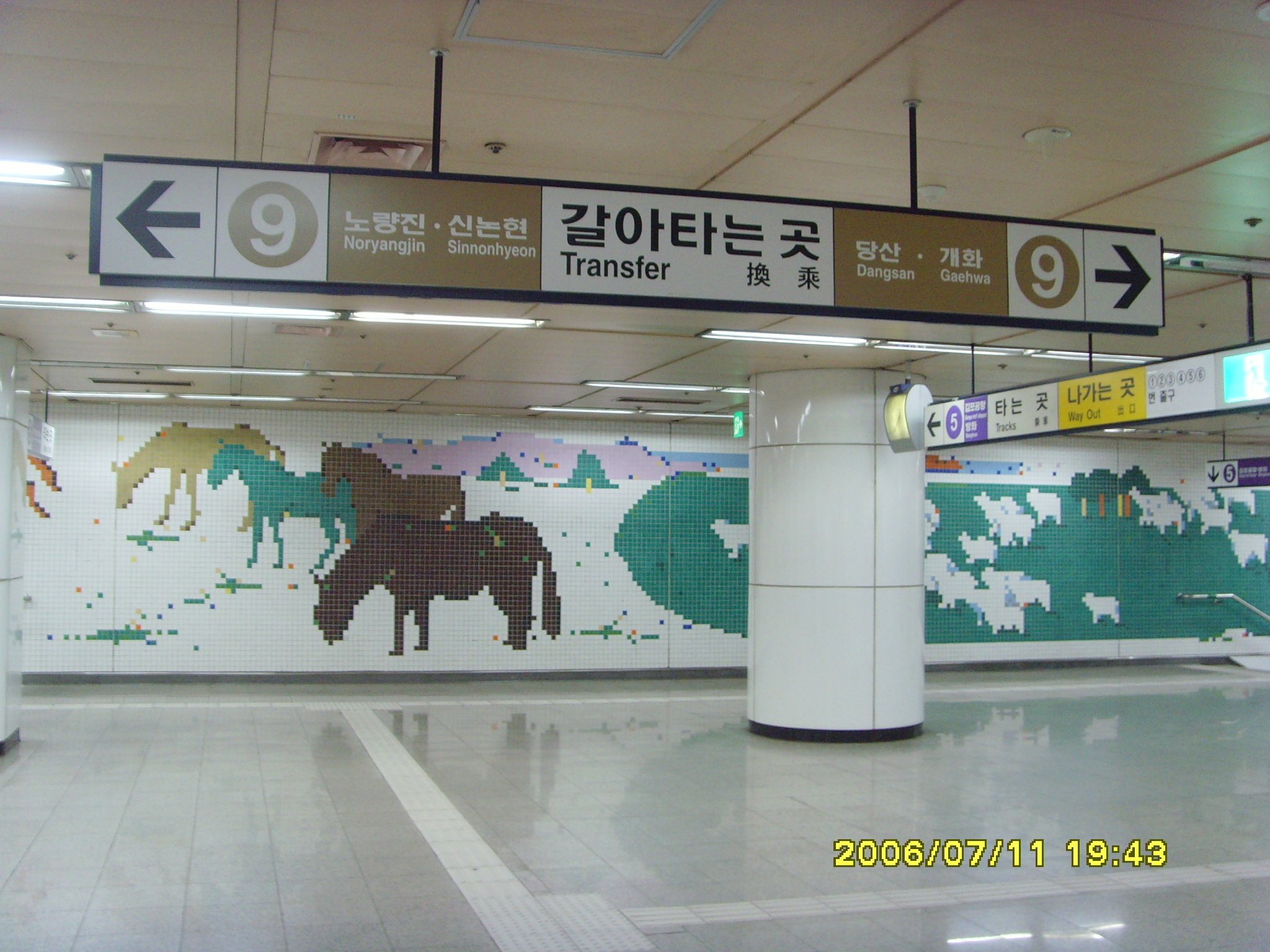
환승 통로(5호선→9호선)
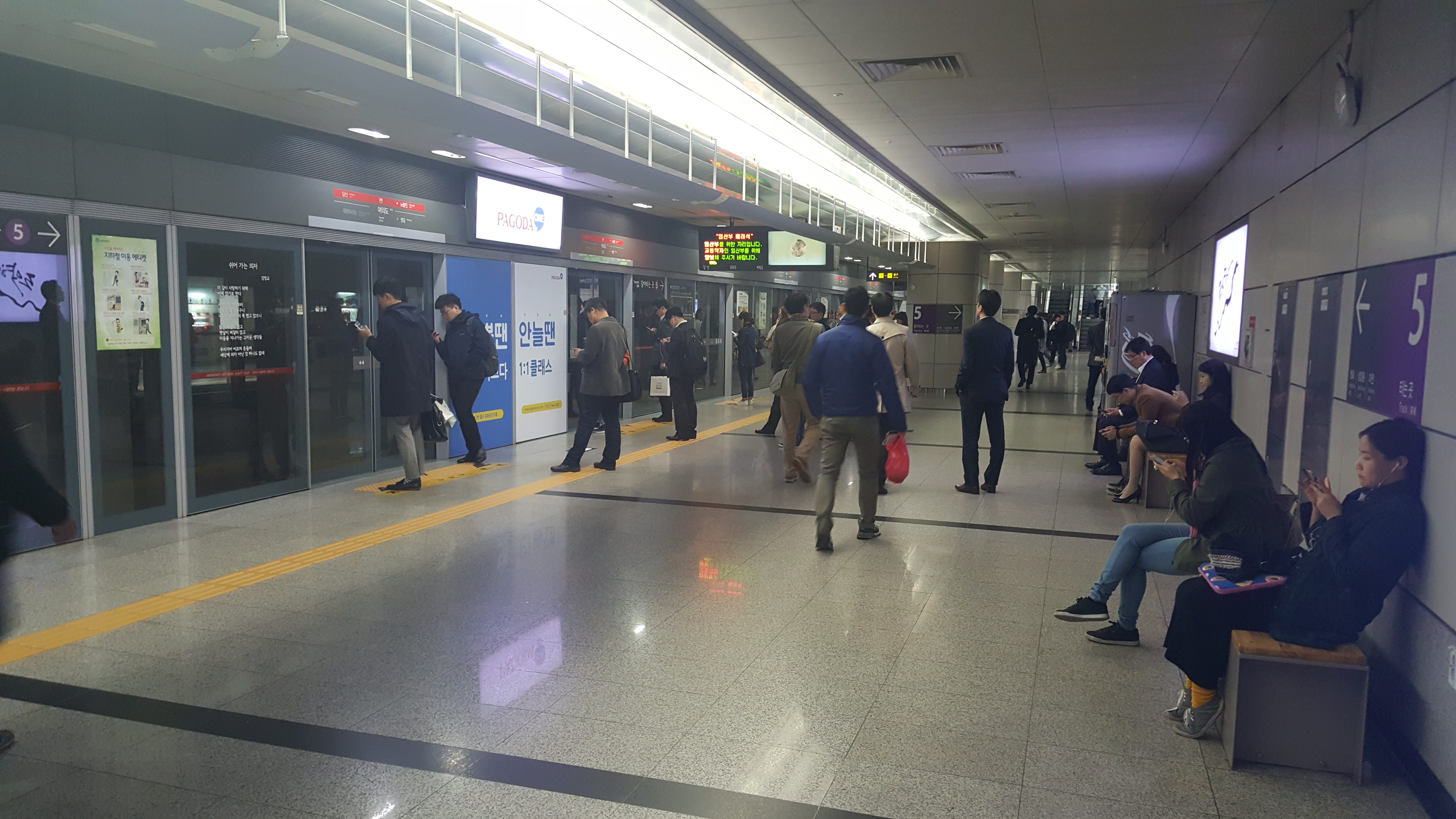
9호선 종합운동장 방향/급행 승강장(종합운동장역~중앙보훈병원역 구간 연장 개통 전)
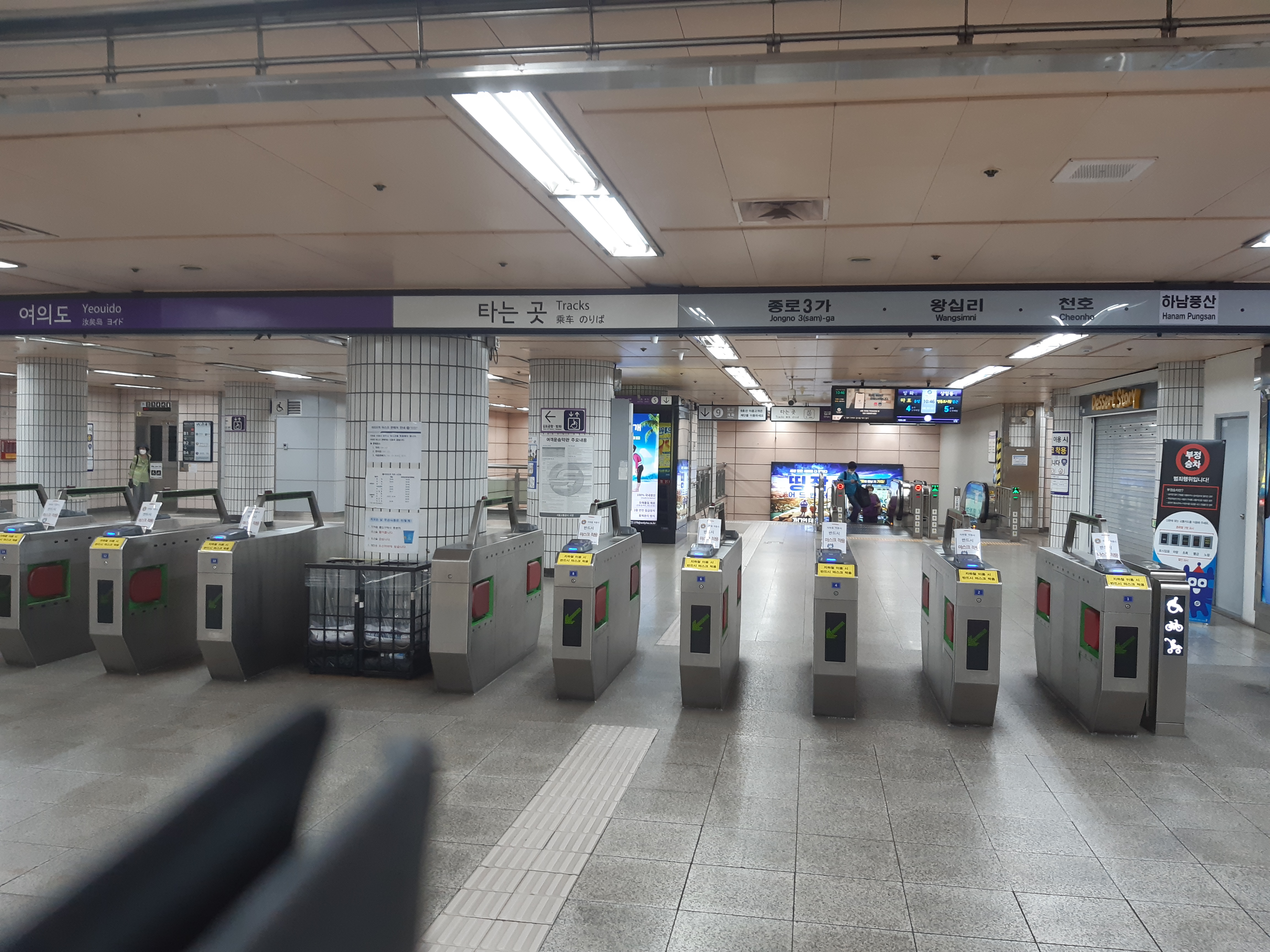
5호선 개찰구
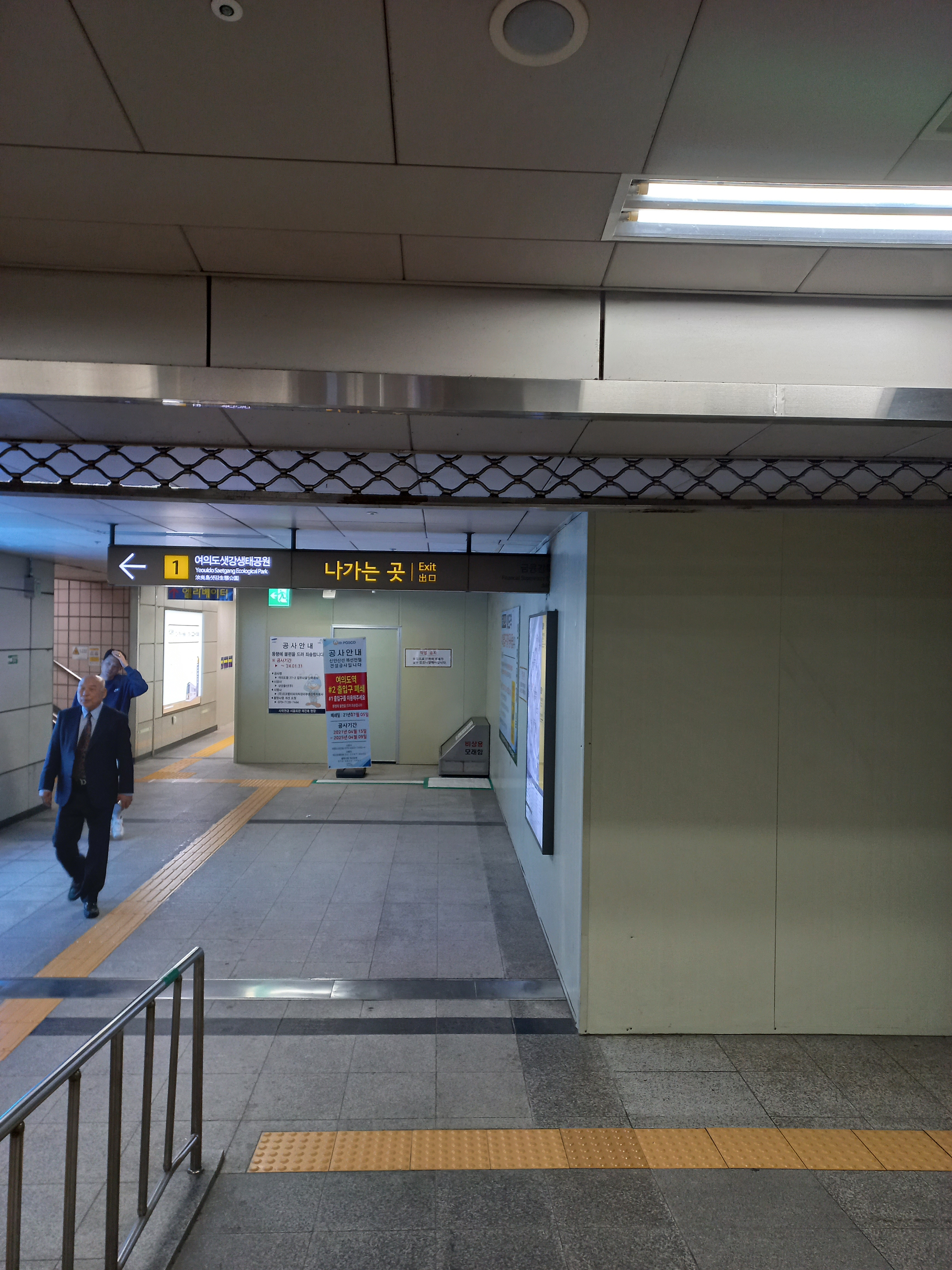
2번 출입구 폐쇄
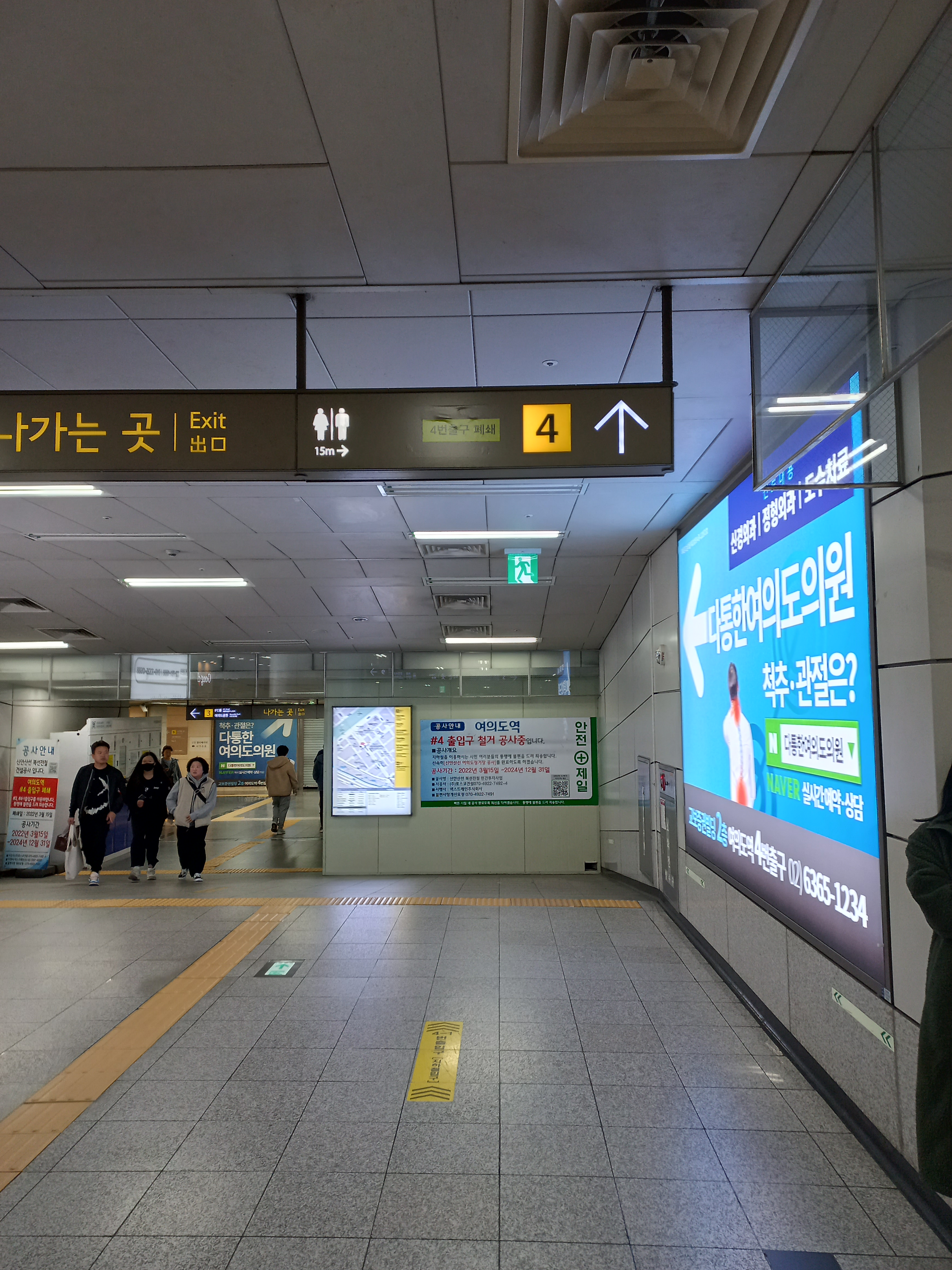
4번 출입구 폐쇄
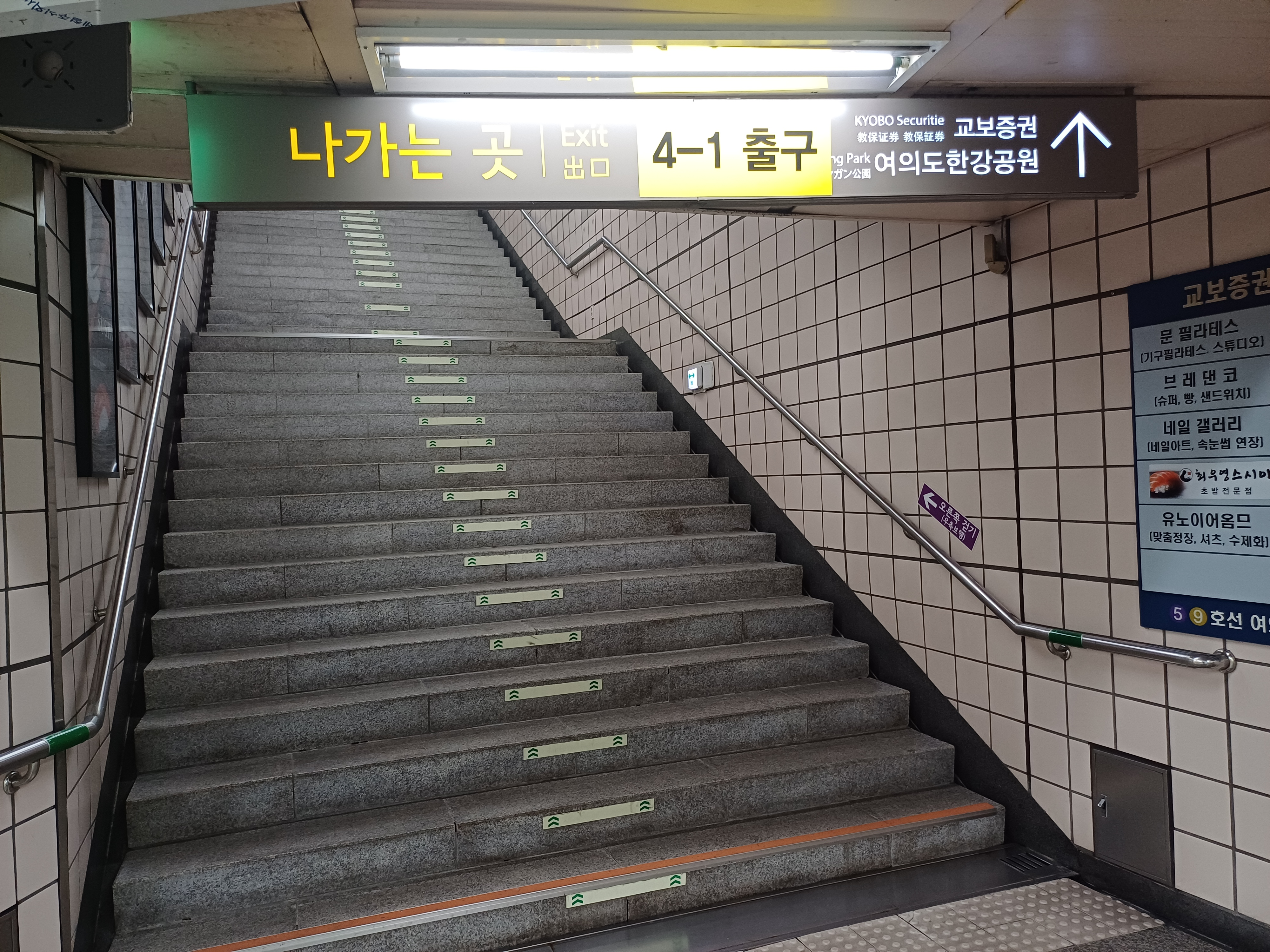
4-1번 출입구
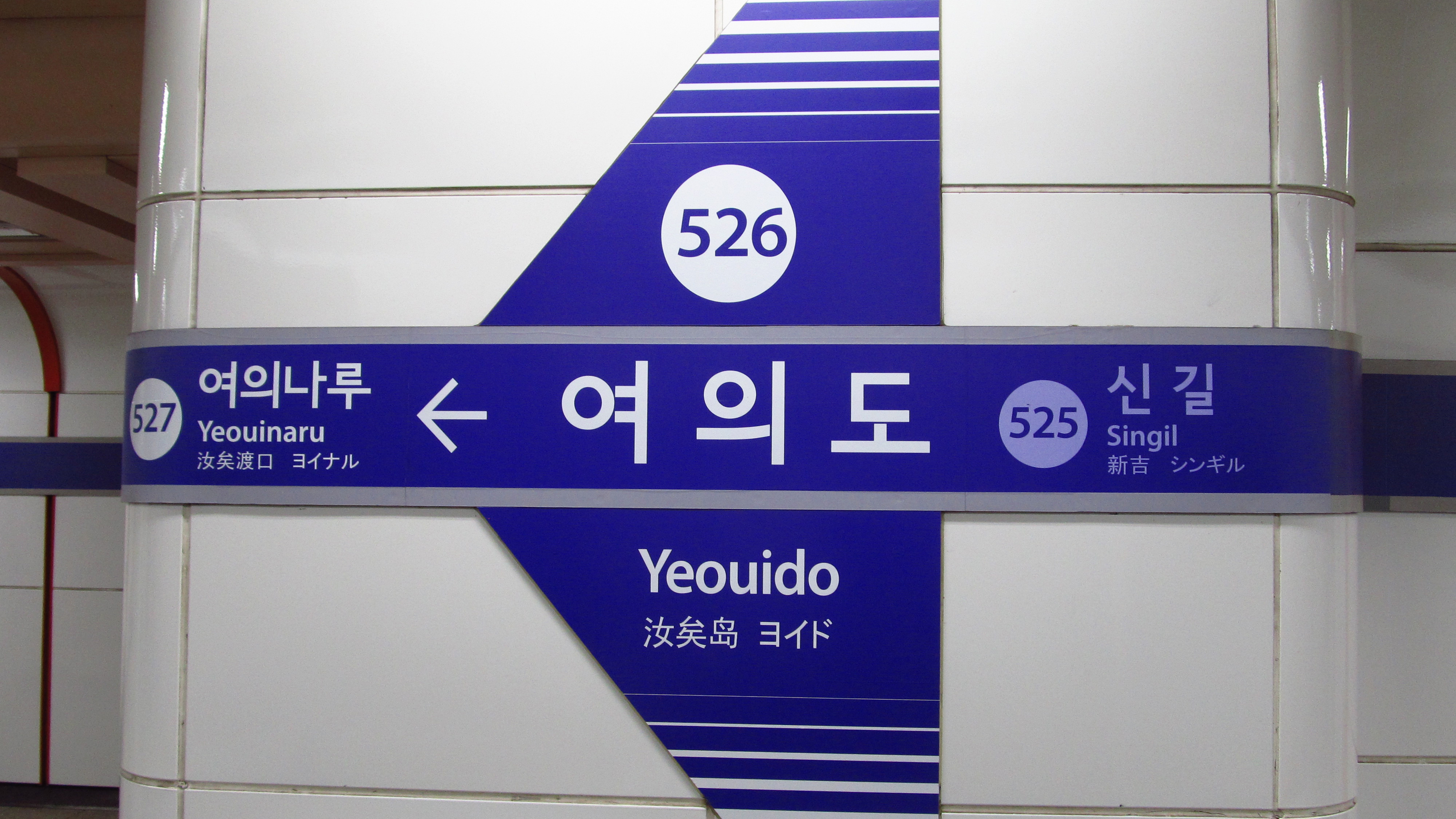
5호선 하남검단산·마천 방향 역명판(부역명 추가 전)
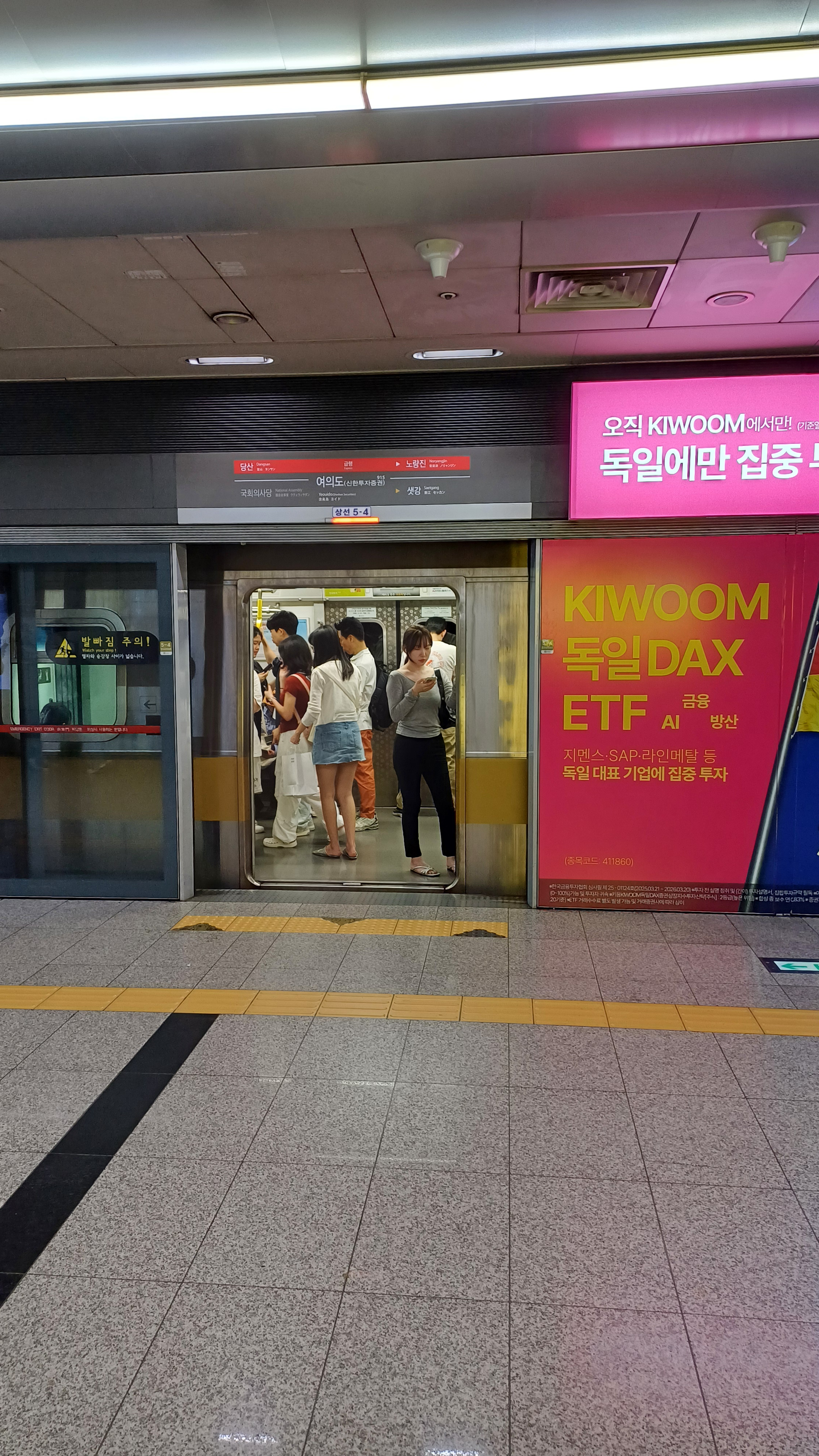
9호선 중앙보훈병원 방향/급행 승강장 스크린도어
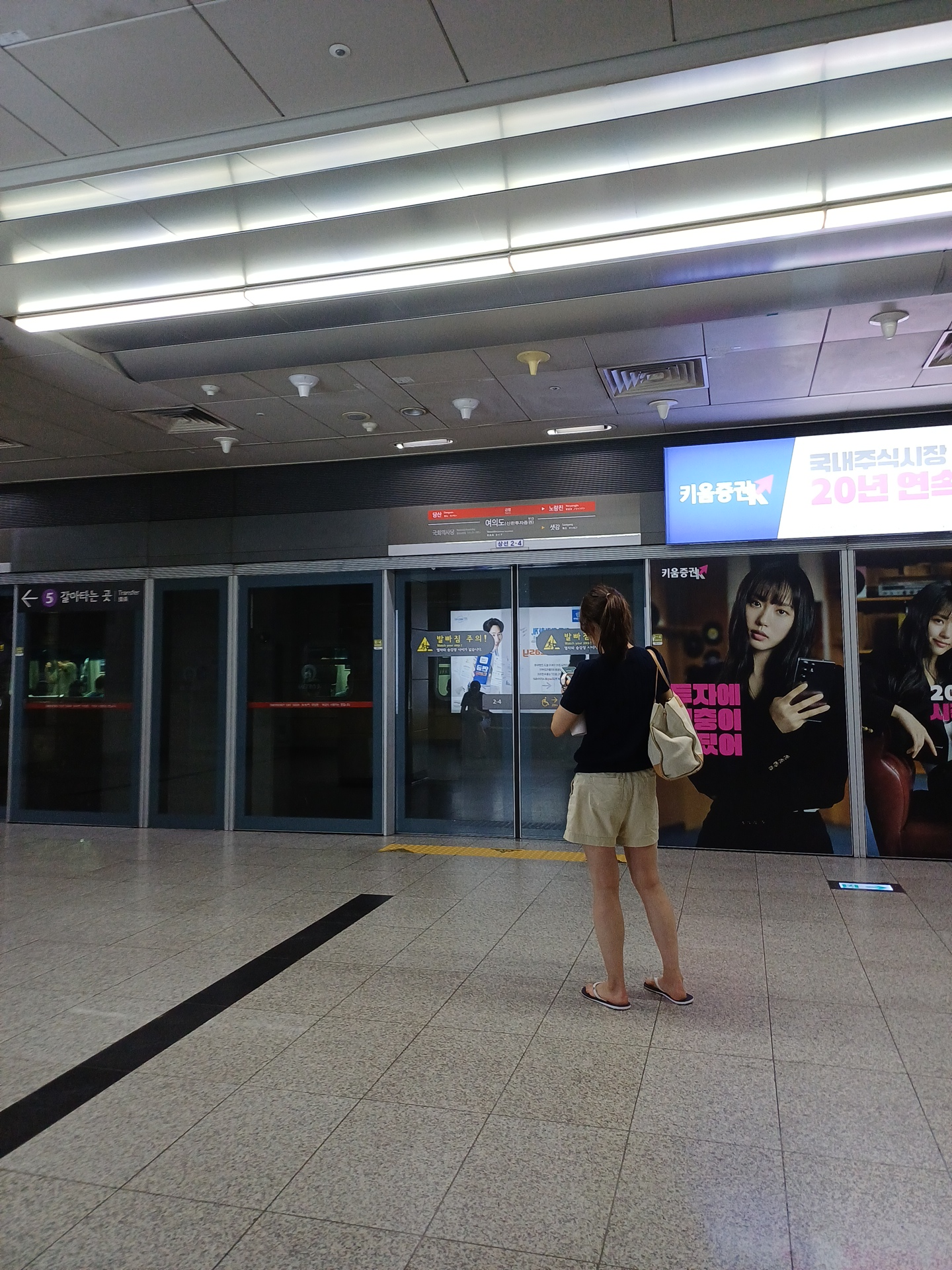
9호선 중앙보훈병원 방향/급행 승강장
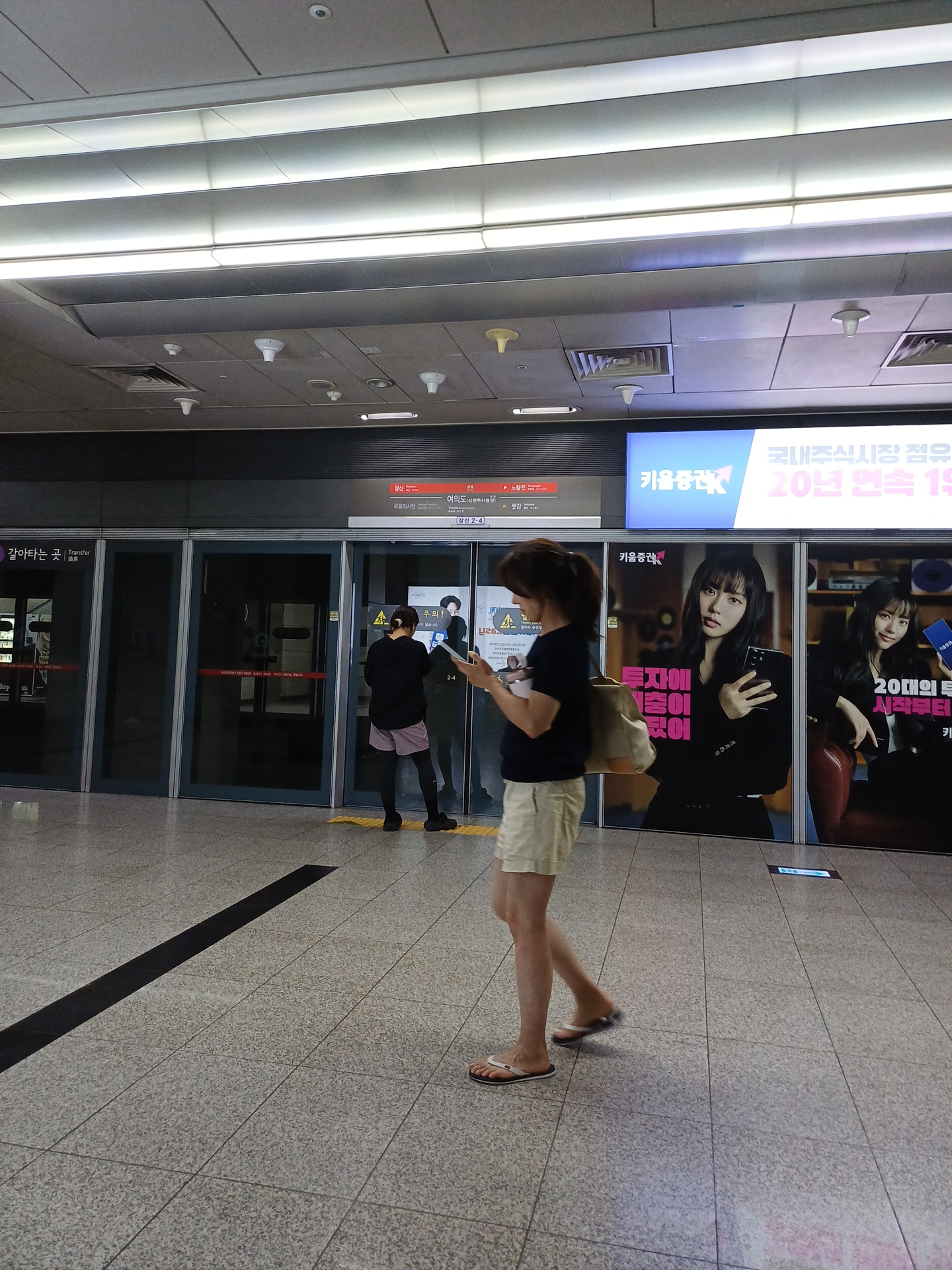
9호선 중앙보훈병원 방향/급행 승강장
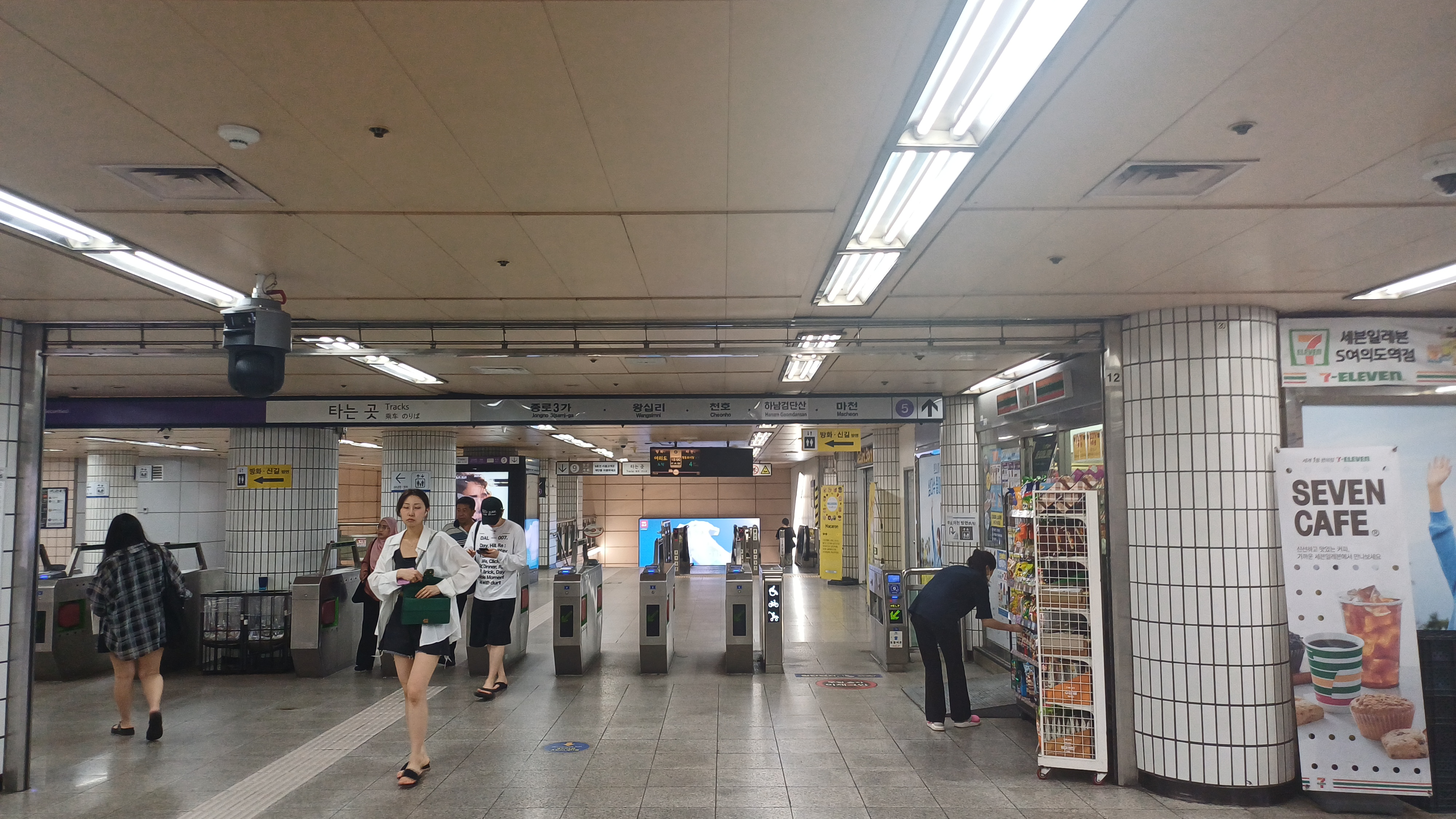
5호선 개찰구

## 인접한 역
| 서울 지하철 5호선 본선   | 서울 지하철 5호선 본선   | 서울 지하철 5호선 본선            |
| ------------------------ | ------------------------ | --------------------------------- |
| 525 신길 방화 방면       | ● 수도권 전철 5호선      | 527 여의나루 하남검단산·마천 방면 |
| 서울 지하철 9호선        |                          |                                   |
| 913 당산 김포공항 방면   | ● 서울 지하철 9호선 급행 | 917 노량진 중앙보훈병원 방면      |
| 914 국회의사당 개화 방면 | ● 서울 지하철 9호선 1반  | 916 샛강 중앙보훈병원 방면        |